# 托斯卡納群島國家公園
托斯卡納群島國家公園（Arcipelago Toscano National Park）是位於義大利西部托斯卡納格羅塞托省和利沃諾省的一個國家公園。托斯卡納群島國家公園地處地中海，面積中56,776公頃（140,300英畝）是海域面積，17,887公頃（44,200英畝）是陸地（島嶼）面積。

## 外部連結
- Official Parco Nazionale Arcipelago Toscano website （页面存档备份，存于） （英文）